# كلينوليكسيماب
كلينوليكسيماب هو جسم مضاد وحيد النسيلة يحمل صفات محفزة للمناعة مصمم لعلاج التهاب المفاصل الروماتويدي.